# برکت‌آباد (میرجاوه)
برکت‌آباد روستایی در دهستان حومه بخش مرکزی شهرستان میرجاوه استان سیستان و بلوچستان ایران است.

## جمعیت
بر پایه سرشماری عمومی نفوس و مسکن در سال ۱۳۹۵ جمعیت این روستا ۸۱ نفر (۱۸خانوار) بوده‌است.